# 林鐵元門入
林鐵元門入（はやし てつげんもんにゅう、生年不詳 - 1819年3月24日（文政2年2月29日））は、江戸時代の囲碁棋士で、家元林家の十世林門入。九世林門悦実子、六段。元の名は鐵元。
1805年(文化2年)に二段で林家跡目となり、御城碁初出仕、安井知得に三子で中押勝。鐵元には一男一女があったがいずれも早世し、門悦が本因坊家跡目であった本因坊元丈に請い、門下の船橋元美を鐵元の跡目に迎える内諾を得ていたと言われる。1814年(文化11年)門悦死去により、家督を継いで十世林門入となる。その後六段まで進み、1819年(文政2年)に没す。船橋元美が林家を継いで、十一世林元美となった。
御城碁では12局を勤めた。

## 御城碁戦績
- 1805年（文化2年） 三子中押勝 安井知得
- 1806年（文化3年） 三子中押負 安井仙角仙知
- 1807年（文化4年） 二子2目勝 本因坊元丈
- 1808年（文化5年） 二子5目負 安井知得
- 1809年（文化6年） 先番中押勝 井上春策因碩
- 1811年（文化8年） 先番ジゴ 安井知得
- 1812年（文化9年） 先番1目勝 井上因砂因碩
- 1813年（文化10年） 二子中押勝 本因坊元丈
- 1814年（文化11年） 二子2目負 安井知得仙知
- 1815年（文化12年） 先番ジゴ 井上因砂因碩
- 1816年（文化13年） 先番12目負 本因坊元丈
- 1818年（文政元年） 先番4目負 安井知得仙知